# オリガ・ニコラエヴナ (ヴュルテンベルク王妃)
オリガ・ニコラエヴナ（ロシア語: Ольга Николаевна, ラテン文字転写: Olga Nikolajewna Romanowa, 1822年9月11日 - 1892年10月30日）は、ヴュルテンベルク王カール1世の妃。ロシア大公女。ロシア皇帝ニコライ1世と皇后アレクサンドラの次女（第3子）、アレクサンドル2世の妹。　
1846年7月13日に、ヴュルテンベルク王国の王太子だった又従弟のカールと結婚した。カールは1864年に父王ヴィルヘルム1世の死去を受けて王位に就き、オリガは王妃となった。なお、ヴィルヘルム1世の2度目の妃（カールの母は3度目の妃）エカテリーナ・パヴロヴナは、ニコライ1世の姉でオリガの伯母にあたる。
カール1世との間に子はなく、1891年にカール1世が68歳で死去した後は、カールの従兄と姉の息子であるヴィルヘルム2世が王位を継承した。翌1892年にオリガも70歳で死去した。

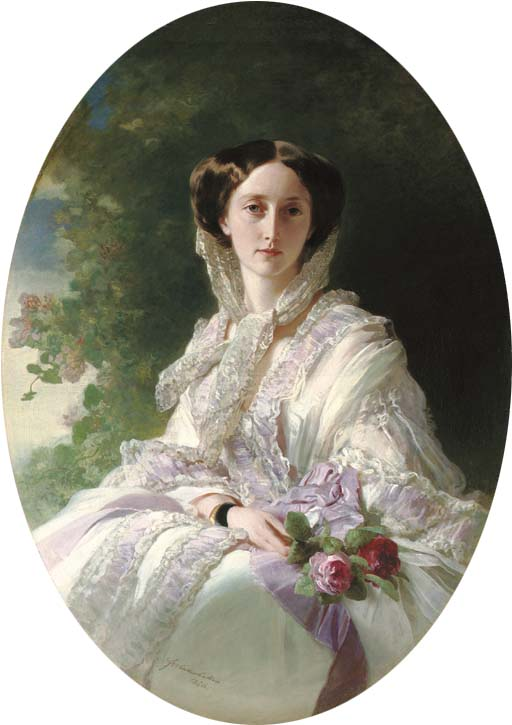
オリガ王妃、ヴィンターハルター画